# 三浦ダム
三浦ダム（みうらダム、みうれダム）は、長野県木曽郡王滝村に位置する、木曽川水系王滝川上流部に建設されたダムである。関西電力株式会社によって水力発電に用いられる。
高さ83.2メートルの重力式コンクリートダムで、王滝川を堰き止めて貯水池（「三浦湖」と称する）を形成する。貯水池の水は冬季渇水期において下流発電所の水量を補給するために放水されるほか、ダム附設の三浦発電所（みうらはつでんしょ、出力7,700キロワット）での発電にも用いられる。
本項目では、三浦発電所の放水を利用して発電する滝越発電所（たきごしはつでんしょ、出力2万8,900キロワット）についても記述する。

## 建設の経緯と役割
三浦ダム貯水池が広がる場所は、元は王滝村のうち「三浦平」と呼ばれる盆地であった。この盆地で「本谷」「五味沢」「水無瀬沢」「土浦沢」の4支流が集まって王滝川となるが、三浦ダムは盆地の出口部分にあり、川の流れを堰き止めている。
三浦ダム建設を計画したのは、大正・昭和戦前期に木曽川で電源開発を手掛けた大手電力会社大同電力である。同社は1932年（昭和7年）8月に、貯水池設置ならびに工事実施の許認可を得て、1935年（昭和10年）10月に起工式を挙行した。この大同電力は、木曽川にて大井発電所など水力発電所を相次いで建設していたが、これらは河川の平水量（6か月流量）前後を使用水量とする関係上、渇水期には発電力が減退する。これを補うためには火力発電設備が必須であった。三浦ダム貯水池はこの欠点を緩和すべく計画されたもので、豊水期の余水や洪水を渇水期に向けて貯留する役割を担うものとされた。
工事にあたり、電源として下流側の木曽福島から28キロメートルの工事用送電線が架設され、セメントや骨材の運搬用には岐阜県側の下呂から三浦まで14.8キロメートルの索道が架設された。また重量物や従業員などの輸送には上松駅から伸びる既設森林鉄道が活用された。1939年（昭和14年）4月、未完成のまま工事は日本発送電へと引き継がれる。この段階では堤体コンクリートの打設作業が始まったところであった。工事は電源送電線の故障続出が原因で停滞したが、岐阜県側の竹原川発電所から送電線を架設するという電源二重化の対策をとると円滑になり、1941年度には1日1,200立方メートルの速さで打設作業が進んだ。その結果、工期は予定より3か月短縮され、三浦ダムは1942年（昭和17年）10月8日湛水開始に至った。
こうして完成した三浦ダムは、基礎岩盤上高さ（堤高）83.2メートル、長さ（堤頂長）290.0メートル、体積（堤体積）50万7,000立方メートルの重力式コンクリートダムである。2門の洪水吐ゲート（ローラーゲート、元はラジアルゲート）が右岸にあるが、ダムの大部分が非越流部で占められる。ダムによって形成される貯水池の湛水面積は2.8平方キロメートルで、その総貯水容量は6221万5700立方メートル、うち利用水深47.0メートル以内の有効貯水容量は6160万立方メートルに及ぶ（数字は2008年3月末時点）。ダムに付属して半円型の取水塔があり、ここに放水管2本・排水管1本と発電所水圧鉄管が接続する。
ダムの運用は、毎年12月から発電を行いつつ水位を下げ始め、翌年3月半ばに水位を0メートルとし、そこから雪解けの出水を貯留していくというパターンで行われる。こうして冬の渇水期に放水することで、ダム建設時の計算では、最大水量（17.50立方メートル毎秒）の場合において下流発電所の出力を12万3,290キロワット、年間発電量換算で2億871万キロワット時も増強できるものとされた。

## 三浦発電所
三浦ダムの付属発電所は三浦発電所といい、ダム直下に位置する（北緯35度49分27.2秒 東経137度23分40.5秒 / 北緯35.824222度 東経137.394583度）。最大使用水量17.50立方メートル毎秒・有効落差52.70メートルにて最大7,700キロワットを発電する。
三浦発電所は三浦ダムに引き続き日本発送電によって1943年（昭和18年）に着工された。太平洋戦争中のため資材不足と物価高騰の悪影響を受けるものの、終戦前の1945年（昭和20年）1月9日に竣工した。当時の発電所出力は7,500キロワット。導水路や水路はなく、ダム取水塔につながるダム堤体埋設の水圧鉄管（長さ68.25メートル・1条）により落差を得る。水車発電機は1組のみの設置で、水車は電業社製立軸単輪単流渦巻フランシス水車を採用し、発電機は東芝製の容量9,000キロボルトアンペアのものを備える。
完成から6年後の1951年（昭和26年）5月1日に電気事業再編成令に基づく電力事業再編成が実施され、三浦発電所はほかの木曽川の発電所とともに供給区域外ながら関西電力へと継承された。日本発送電が保有する設備の帰属先を発生電力の主消費地によって決定するという「潮流主義」の原則に基づき、木曽川筋の発電所が関西電力所管となったことによる。関西電力時代の1953年（昭和28年）7月、発電所出力が7,700キロワットへ引き上げられた。

## 滝越発電所
三浦発電所下流の滝越発電所は、王滝村滝越に位置する（北緯35度48分42.5秒 東経137度26分30.2秒 / 北緯35.811806度 東経137.441722度）。三浦発電所と同じ最大使用水量17.50立方メートル毎秒と、同発電所の3倍以上に及ぶ有効落差185.50メートルにて、最大2万8,900キロワットを発電する。
王滝川のうち三浦貯水池から下流御岳発電所取水口（王滝川ダム）までの約8キロメートルは急流が多く、約200メートルの落差がある。この落差を活用すべく、日本発送電によって三浦発電所や御岳発電所に続いて1950年（昭和25年）4月に滝越発電所が着工された。工事途上で電気事業再編成を迎えて関西電力へ引き継がれ、同社によって1951年11月20日竣工に至った。当時の発電所出力は2万7,500キロワット。三浦発電所放水路に取水堰を設けてここより取水し、長さ4,619.5メートルの導水路（トンネル）と長さ336.9メートルの水圧鉄管2条で水を導く。水車発電機は2組の設置で、水車は電業社製立軸単輪単流渦巻フランシス水車を採用し、発電機は東芝製の容量1万4,000キロボルトアンペアのものを備えた。
木曽川水系の発電所では1992年度より老朽化設備のリフレッシュ工事が始められ、その一環として滝越発電所においても2002年（平成14年）5月に更新工事が竣工、使用水量は従前と同一ながら発電所出力が1,400キロワット増強された。新しい水車・発電機はともに東芝製で、水車は出力1万4,400キロワット、発電機は容量1万5,300キロボルトアンペアとなった。

## 周辺
三浦ダムは御嶽山系の御嶽山の南西山麓と阿寺山地の白草山および三国山の北麓との間にあり、周囲の山域は国有林である。ダムに通じる滝越林道も一般車両進入禁止となっている。ダム下流には関西電力の発電用ダムである王滝川ダム・常盤ダム・木曽ダムのほか、中京圏・愛知用水の水がめとして牧尾ダム（水資源機構）が多目的ダムとして建設されている。